# ۱۰۹۳ (خورشیدی)
۱۰۹۳ هزار و نود و سومین سال هجری خورشیدی است.